# Галлахер, Джастин
Джастин Галлахер (англ. Justin Gallagher) — американский экономист, основной областью исследований которого является экономика окружающей среды, а именно изучение того, как люди оценивают экологические риски и реагируют на них. Также в сферу его интересов входит изучение сопряженных с вышеупомянутой областью сфер финансов домашних хозяйств, экономики труда и экономики общественного сектора.
Бакалавр искусств (1999) Миддлберийского колледжа; магистр государственной политики (2003) Чикагского университета; доктор философии (2011) Калифорнийского университета в Беркли.

## Учебная деятельность
С 2011 г. по 2018 г. Джастин Галлахер преподавал на экономическом факультете в Кейсовском университете Западного резервного района. С 2018 г. преподает курсы "Финансовая эконометрика" и "Деньги и банковское дело" на экономическом факультете в университете штата Монтана.

## Научные публикации
- Greenstone, Michael, and Justin Gallagher. “Does Hazardous Waste Matter? Evidence from the Housing Market and the Superfund Program.” The Quarterly Journal of Economics, vol. 123, no. 3, 2008, pp. 951–1003. JSTOR, www.jstor.org/stable/25098922;
- Gallagher, Justin. “Learning about an Infrequent Event: Evidence from Flood Insurance Take-Up in the United States.” American Economic Journal: Applied Economics, vol. 6, no. 3, 2014, pp. 206–233. JSTOR, www.jstor.org/stable/43189495;
- Gallagher, Justin, and Daniel Hartley. “Household Finance after a Natural Disaster: The Case of Hurricane Katrina.” American Economic Journal: Economic Policy, vol. 9, no. 3, 2017, pp. 199–228. JSTOR, www.jstor.org/stable/26598166;
- Gallagher, Justin, Michael L. Anderson and Elizabeth Ramirez Ritchie. “School Lunch Quality and Academic Performance.” Journal of Public Economics, 2018, 168, pp. 81–93 https://doi.org/10.1016/j.jpubeco.2018.09.013.
- Gallagher, Justin, and Paul J. Fisher. . "Criminal Deterrence When There Are Offsetting Risks: Traffic Cameras, Vehicular Accidents, and Public Safety." American Economic Journal: Economic Policy, 2020, 12 (3): 202-37 https://pubs.aeaweb.org/doi/pdfplus/10.1257/pol.20170674.